# Miss Universe Vietnam 2024
Miss Universe Vietnam 2024 là cuộc thi tìm kiếm Miss Universe Vietnam lần thứ 7, chung kết diễn ra vào ngày 14 tháng 9 năm 2024, nhằm tìm kiếm người đại diện Việt Nam tại Hoa hậu Hoàn vũ 2024 diễn ra tại Mexico vào tháng 11 năm 2024. Cuộc thi có chủ đề là "INFLUENCING BEAUTY - VẺ ĐẸP CÓ SỨC ẢNH HƯỞNG". Miss Universe Vietnam 2023 - Bùi Quỳnh Hoa đến từ Hà Nội đã trao lại vương miện cho người kế nhiệm là Nguyễn Cao Kỳ Duyên đến từ Nam Định. 

## Thông tin cuộc thi

### Lựa chọn thí sinh
Theo CEO của Miss Universe Vietnam, bà Nguyễn Thị Thúy Nga đã chia sẻ, cuộc thi Hoa Hậu Hoàn Vũ bắt đầu từ năm 2024 sẽ nâng độ tuổi tham dự cuộc thi từ 18 đến 29 lên 18 đến 33, và tuân theo quy định cứng của Bộ Văn hóa, Thể thao và Du lịch thì ban tổ chức cuộc thi Miss Universe Vietnam sẽ không tiếp nhận hồ sơ, đăng ký dự thi Miss Universe Vietnam 2024 của những thí sinh là nữ đã từng kết hôn, sinh con và là người chuyển giới.

### Thay đổi format
Năm 2024, Miss Universe Vietnam dự kiến sẽ thay đổi một số bộ phận trong format, bao gồm:
- Số thí sinh tham gia vòng chung kết tăng lên thành 20 thí sinh thay vì 18 như năm trước.
- Từ 2024 trở đi, Miss Universe Vietnam sẽ có thêm đêm thi bán kết để lựa chọn Top 16 trong đêm chung kết.
- Độ tuổi của thí sinh dự thi được nâng từ 29 lên 33 tuổi.
- Vào đêm bán kết diễn ra ngày 11/09, tổ chức Miss Universe Vietnam thông báo rằng theo ý kiến thảo luận với Bộ Văn hóa, Thể thao và Du lịch, thì cuộc thi chỉ còn 1 hoa hậu và 2 á hậu.
- Năm nay sẽ lấy Top 16 thay vì Top 10 (thêm 1 thí sinh chiến thắng giải bình chọn "Miss Popular Vote" từ khán giả)
- Bắt đầu từ năm nay, cuộc thi sẽ có thêm chương trình THTT mang tên Audition Round để đánh giá năng lực của các thí sinh trong cuộc thi.

### Thay đổi giám đốc quốc gia và nhà sản xuất
Bắt đầu từ mùa giải năm nay vị trí giám đốc quốc gia và giám đốc điều hành cuộc thi có sự thay đổi với việc Á hậu 1 Miss Universe Vietnam 2023, Nguyễn Thị Hương Ly, sẽ đảm nhiệm vai trò là giám đốc quốc gia thay thế cho Nguyễn Thị Quỳnh Nga. Cuộc thi được phối hợp tổ chức giữa Công ty Cổ phần Thương mại Hoa hậu Hoàn vũ Việt Nam với Hương Giang Entertainment và Công ty TNHH Dược Sĩ Tiến.

## Kết quả

### Thứ hạng
| Kết quả                    | Thí sinh | Vị trí Quốc tế                                    |
| -------------------------- | --- | ------------------------------------------------- |
| Miss Universe Vietnam 2024 | - Nam Định – Nguyễn Cao Kỳ Duyên §                                                                                                 | - Top 30 – Hoa hậu Hoàn vũ 2024                   |
| Á hậu 1                    | - Hà Nội – Nguyễn Quỳnh Anh | - Quán quân – Supermodel Me 2021                  |
| Á hậu 2                    | - Điện Biên – Vũ Thúy Quỳnh |                                                   |
| Top 5                      | - Thành phố Hồ Chí Minh – Quách Tapiau Maily - Thành phố Hồ Chí Minh – Paris Noémie Bảo Nhi                                        |                                                   |
| Top 10                     | - Hà Nội – Đỗ Thu Hà |                                                   |
| Top 10                     | - Nam Định – Nguyễn Thị Trà My | - Á quân 3 – Top Model Worldwide 2012             |
| Top 10                     | - Hà Nội – Phí Phương Anh - Lâm Đồng – Đoàn Tường Linh - Phú Yên – Đinh Thị Triều Tiên                                             |                                                   |
| Top 16                     | - Thành phố Hồ Chí Minh – Lê Thị Kim Huyền - Bình Định – Đoàn Thị Thu Hà - Hải Dương – Lương Thị Hoa Đan - Cà Mau – Nguyễn Diễm My |                                                   |
| Top 16                     | - Quảng Ninh – Phạm Thị Đan Chi | - Á hậu 1 – Hoa hậu Văn hóa Hữu nghị Quốc tế 2025 |
| Top 16                     | - Bình Thuận – Nguyễn Thị Thu Thảo                                                                                                 |                                                   |

§: Thí sinh được vào thẳng Top 16 do chiến thắng giải bình chọn Miss Popular Vote - Người đẹp được yêu thích nhất.

### Thứ tự công bố
| 1. Nguyễn Quỳnh Anh 2. Nguyễn Diễm My 3. Nguyễn Thị Trà My 4. Lương Thị Hoa Đan 5. Lê Thị Kim Huyền 6. Phí Phương Anh 7. Nguyễn Thị Thu Thảo 8. Quách Tapiau Maily 9. Đinh Thị Triều Tiên 10. Đoàn Tường Linh 11. Vũ Thúy Quỳnh 12. Phạm Thị Đan Chi 13. Đỗ Thu Hà (Hà Kino) 14. Đoàn Thị Thu Hà 15. Nguyễn Cao Kỳ Duyên 16. Paris Noémie Bảo Nhi | 1. Phí Phương Anh 2. Đinh Thị Triều Tiên 3. Paris Noémie Bảo Nhi 4. Nguyễn Thị Trà My 5. Đỗ Thu Hà (Hà Kino) 6. Nguyễn Quỳnh Anh 7. Vũ Thúy Quỳnh 8. Quách Tapiau Maily 9. Đoàn Tường Linh 10. Nguyễn Cao Kỳ Duyên | 1. Paris Noémie Bảo Nhi 2. Vũ Thúy Quỳnh 3. Nguyễn Cao Kỳ Duyên 4. Nguyễn Quỳnh Anh 5. Quách Tapiau Maily | 1. Nguyễn Quỳnh Anh 2. Vũ Thúy Quỳnh 3. Nguyễn Cao Kỳ Duyên |

### Bảng điểm chính thức
| Thí sinh                   | Áo dài  | Áo dài   | Dạ hội  | Dạ hội   | Ứng xử Top 5 | Ứng xử Top 5 | Ứng xử Top 3 | Ứng xử Top 3 | Tổng hợp | Tổng hợp |
| Thí sinh                   | Điểm số | Xếp hạng | Điểm số | Xếp hạng | Điểm số      | Xếp hạng     | Điểm số      | Xếp hạng     | Điểm số  | Xếp hạng |
| 039 - Nguyễn Cao Kỳ Duyên  | 88.8    | 2        | 84.6    | 3        | 92.5         | 2            | 97.0         | 1            | 365.9    | 1        |
| 041 - Nguyễn Quỳnh Anh     | 89.6    | 1        | 90.0    | 2        | 81.5         | 3            | 83.7         | 2            | 344.8    | 2        |
| 040 - Vũ Thúy Quỳnh        | 83.1    | 3        | 90.5    | 1        | 97.5         | 1            | 83.5         | 3            | 354.6    | 3        |
| 020 - Quách Tapiau Maily   | 81.1    | 6        | 84.0    | 5        | 80.5         | 4            |              |              | 245.6    | 4        |
| 032 - Paris Noémie Bảo Nhi | 78.5    | 7        | 84.6    | 4        | 78.8         | 5            | 241.9        | 5            |          |          |
| 042 - Đỗ Thu Hà (Hà Kino)  | 82.0    | 4        | 79.8    | 6        |              |              |              |              | 161.8    | 6        |
| 024 - Đinh Thị Triều Tiên  | 81.6    | 5        | 77.1    | 10       | 158.7        | 7            |              |              |          |          |
| 034 - Phí Phương Anh       | 78.3    | 8        | 77.5    | 8        | 155.8        | 8            |              |              |          |          |
| 038 - Nguyễn Thị Trà My    | 74.1    | 9        | 78.3    | 7        | 152.7        | 9            |              |              |          |          |
| 044 - Đoàn Tường Linh      | 74.1    | 10       | 77.5    | 9        | 151.6        | 10           |              |              |          |          |
| 045 - Lê Thị Kim Huyền     | 73.3    | 11       |         |          |              |              |              |              | 73.3     | 11       |
| 029 - Đoàn Thị Thu Hà      | 71.8    | 12       | 71.8    | 12       |              |              |              |              |          |          |
| 027 - Lương Thị Hoa Đan    | 68.3    | 13       | 68.3    | 13       |              |              |              |              |          |          |
| 012 - Nguyễn Diễm My       | 66.6    | 14       | 66.6    | 14       |              |              |              |              |          |          |
| 030 - Phạm Thị Đan Chi     | 65.5    | 15       | 65.5    | 15       |              |              |              |              |          |          |
| 007 - Nguyễn Thị Thu Thảo  | 65.0    | 16       | 65.0    | 16       |              |              |              |              |          |          |

## Các giải thưởng phụ
| Giải phụ                              | Thí sinh                                          |
| Người đẹp được yêu thích nhất         | - 039 - Nguyễn Cao Kỳ Duyên                       |
| Người đẹp Biển                        | - 020 - Quách Tapiau Maily (Mlee)                 |
| Người đẹp Áo dài                      | - 034 - Phí Phương Anh                            |
| Người đẹp Tài năng                    | - 034 - Phí Phương Anh                            |
| Người đẹp Ảnh                         | - 044 - Đoàn Tường Linh                           |
| Trình diễn quốc phục đẹp nhất         | - 040 - Vũ Thúy Quỳnh                             |
| Trình diễn trang phục dạ hội đẹp nhất | - 032 - Paris Noémie Bảo Nhi                      |
| Người đẹp Ứng xử                      | - 029 - Đoàn Thị Thu Hà                           |
| Dự án Cộng đồng hiệu quả nhất         | - 040 - Vũ Thúy Quỳnh - 042 - Đỗ Thu Hà (Hà Kino) |

### Giải thưởng phụ chính thức

#### Chiến thắng các thử thách (Phiên bản truyền hình thực tế)
| Tập & Tên thử thách        | Thí sinh                                          |
| Tập 1 - Image Round        | - 041 - Nguyễn Quỳnh Anh                          |
| Tập 2 - Independence Round | - 029 - Đoàn Thị Thu Hà                           |
| Tập 3 - Intelligence Round | - 024 - Đinh Thị Triều Tiên                       |
| Tập 4 - Inspiration Round  | - 040 - Vũ Thúy Quỳnh - 042 - Đỗ Thu Hà (Hà Kino) |
| Tập 5 - Influencing Beauty | - 020 - Quách Tapiau Maily (Mlee)                 |
| Tập 6 - National Costume   | - 040 - Vũ Thúy Quỳnh                             |

#### Best in Preliminary Competition (Trình diễn Bán Kết Xuất Sắc Nhất)
| Giải phụ             | Xếp hạng    | Thí sinh                                                                                                |
| Best in Swimsuit     | Chiến thắng | - 020 - Quách Tapiau Maily                                                                              |
| Best in Swimsuit     | Top 5       | - 032 - Paris Noémie Bảo Nhi - 029 - Đoàn Thị Thu Hà - 034 - Phí Phương Anh - 039 - Nguyễn Cao Kỳ Duyên |
| Best in Evening Gown | Chiến thắng | - 032 - Paris Noémie Bảo Nhi                                                                            |
| Best in Evening Gown | Top 5       | - 020 - Quách Tapiau Maily - 039 - Nguyễn Cao Kỳ Duyên - 040 - Vũ Thúy Quỳnh - 041 - Nguyễn Quỳnh Anh   |

#### Miss Popular Vote - Người đẹp được yêu thích nhất
- Người dành chiến thắng giải thưởng được tiến thẳng vào Top 16 đêm chung kết Miss Universe Vietnam 2024

| Xếp hạng    | Thí sinh                                                                                               |
| Chiến thắng | - 039 - Nguyễn Cao Kỳ Duyên                                                                            |
| Top 5       | - 032 - Paris Noémie Bảo Nhi - 040 - Vũ Thúy Quỳnh - 001 - Quách Tapiau Maily - 041 - Nguyễn Quỳnh Anh |

#### Best in National Costume - Trình diễn Quốc phục đẹp nhất
| Xếp hạng    | Thí sinh                                                                                               |
| Chiến thắng | - 040 - Vũ Thúy Quỳnh                                                                                  |
| Top 5       | - 016 - Ngô Thị Kiều Trang - 039 - Nguyễn Cao Kỳ Duyên - 017 - Nguyễn Thị Nga - 041 - Nguyễn Quỳnh Anh |

## Hội đồng giám khảo
Ban giám khảo chung kết
| Họ và tên           | Nghề nghiệp/Danh hiệu                     | Vai trò                  |
| ------------------- | ----------------------------------------- | ------------------------ |
| Nguyễn Thị Thúy Nga | CEO Miss Universe Vietnam                 | Trưởng ban giám khảo     |
| Dược sĩ Tiến        | Nhà sản xuất Miss Universe Vietnam        | Thành viên ban giám khảo |
| Zozibini Tunzi      | Hoa hậu Hoàn vũ 2019                      | Thành viên ban giám khảo |
| Metinee Kingpayom   | Siêu mẫu - Hoa hậu Thế giới Thái Lan 1992 | Thành viên ban giám khảo |
| Thanh Hằng          | Siêu mẫu - Diễn viên                      | Thành viên ban giám khảo |
| Hà Đỗ               | Giám đốc sáng tạo Miss Universe Vietnam   | Thành viên ban giám khảo |

Ban giám khảo các vòng truyền hình thực tế
| Họ và tên           | Nghề nghiệp/Danh hiệu                                          | Vai trò                  | Tập xuất hiện           |
| ------------------- | -------------------------------------------------------------- | ------------------------ | ----------------------- |
| Nguyễn Thị Thúy Nga | CEO Miss Universe Vietnam                                      | Trưởng ban giám khảo     | Tất cả                  |
| Dược sĩ Tiến        | Nhà sản xuất Miss Universe Vietnam                             | Thành viên ban giám khảo | Tất cả                  |
| Nguyễn Hương Giang  | Nhà sản xuất Miss Universe Vi Hoa hậu Chuyển giới Quốc tế 2018 | Thành viên ban giám khảo | Tất cả                  |
| Hà Đỗ               | Giám đốc sáng tạo Miss Universe Vietnam                        | Thành viên ban giám khảo | Tất cả                  |
| Thanh Hằng          | Siêu mẫu - Diễn viên                                           | Thành viên ban giám khảo | Tất cả                  |
| Anntonia Porsild    | Hoa hậu Siêu quốc gia 2019 Á hậu 1 Hoa hậu Hoàn vũ 2023        | Thành viên ban giám khảo | Tập 3 - Tập 4 - Bán kết |
| Zozibini Tunzi      | Miss South Africa 2019 Hoa hậu Hoàn vũ 2019                    | Thành viên ban giám khảo | Chung kết               |

## Thí sinh tham gia

### Top 29 thí sinh bán kết và chung kết
| SBD | Họ tên                    | Năm sinh | Chiều cao | Quê quán              | Giải thưởng đạt được                                                                               |
| --- | ------------------------- | -------- | --------- | --------------------- | -------------------------------------------------------------------------------------------------- |
| 002 | Nguyễn Thị Hồng Vân       | 2003     | 1,68 m    | Thừa Thiên Huế        | |
| 006 | Bùi Hạnh Nguyên           | 1997     | 1,81 m    | Long An               | |
| 007 | Nguyễn Thị Thu Thảo       | 1996     | 1,75 m    | Bình Thuận            | Top 16                                                                                             |
| 009 | Vưu Ngọc Duyên            | 2002     | 1,73 m    | Cà Mau                | |
| 012 | Nguyễn Diễm My            | 1998     | 1,74 m    | Cà Mau                | Top 16                                                                                             |
| 013 | Trần Thị Thu Huỳnh        | 2002     | 1,65 m    | An Giang              | |
| 016 | Ngô Thị Kiều Trang        | 2001     | 1,67 m    | Cà Mau                | |
| 017 | Nguyễn Thị Nga            | 2003     | 1,68 m    | Bắc Giang             | |
| 020 | Quách Tapiau Maily (Mlee) | 1992     | 1,76 m    | Thành phố Hồ Chí Minh | Top 5 Thắng thử thách "Influencing Round" Best in Swimsuit                                         |
| 022 | Triệu Thiên Trang         | 1998     | 1,68 m    | Thành phố Hồ Chí Minh | |
| 023 | Nguyễn Ngọc Hân           | 2003     | 1,70 m    | Cần Thơ               | |
| 024 | Đinh Thị Triều Tiên       | 1998     | 1,75 m    | Phú Yên               | Top 10 Thắng thử thách "Intelligence Round"                                                        |
| 025 | Lê Kim Quế Đan            | 2000     | 1,68 m    | Đồng Nai              | |
| 026 | Nguyễn Yến Linh           | 1992     | 1,70 m    | Thành phố Hồ Chí Minh | |
| 027 | Lương Thị Hoa Đan         | 2001     | 1,81 m    | Hải Dương             | Top 16                                                                                             |
| 029 | Đoàn Thị Thu Hà           | 1994     | 1,70 m    | Bình Định             | Top 16 Thắng thử thách "Independence Round" Người đẹp Ứng xử                                       |
| 030 | Phạm Thị Đan Chi          | 1997     | 1,70 m    | Quảng Ninh            | Top 16                                                                                             |
| 032 | Paris Noémie Bảo Nhi      | 2000     | 1,73 m    | Thành phố Hồ Chí Minh | Top 5 Best in Evening Gown                                                                         |
| 033 | Trương Gia Hân            | 2001     | 1,73 m    | Đồng Tháp             | |
| 034 | Phí Phương Anh            | 1997     | 1,75 m    | Hà Nội                | Top 10 Người đẹp Tài năng Người đẹp Áo Dài                                                         |
| 035 | Nguyễn Thanh Hảo          | 1999     | 1,72 m    | Bà Rịa – Vũng Tàu     | |
| 037 | Lê Thị Thúy               | 2001     | 1,72 m    | Đắk Lắk               | |
| 038 | Nguyễn Thị Trà My         | 1992     | 1,80 m    | Nam Định              | Top 10                                                                                             |
| 039 | Nguyễn Cao Kỳ Duyên       | 1996     | 1,76 m    | Nam Định              | Miss Universe Vietnam 2024 Người đẹp được yêu thích nhất                                           |
| 040 | Vũ Thúy Quỳnh             | 1998     | 1,74 m    | Điện Biên             | Á hậu 2 Thắng thử thách "Inspiration Round" Trình diễn Quốc phục đẹp nhất Dự án Cộng đồng tốt nhất |
| 041 | Nguyễn Quỳnh Anh          | 1999     | 1,73 m    | Hà Nội                | Á hậu 1 Thắng thử thách "Image Round"                                                              |
| 042 | Đỗ Thu Hà (Hà Kino)       | 1992     | 1,79 m    | Hà Nội                | Top 10 Thắng thử thách "Inspiration Round" Dự án Cộng đồng tốt nhất                                |
| 044 | Đoàn Tường Linh           | 2000     | 1,77 m    | Lâm Đồng              | Top 10 Người đẹp Ảnh                                                                               |
| 045 | Lê Thị Kim Huyền          | 1999     | 1,77 m    | Thành phố Hồ Chí Minh | Top 16                                                                                             |

### Top 33 thí sinh truyền hình thực tế
| SBD | Họ tên             | Năm sinh | Chiều cao | Quê quán | Ghi chú                  |
| --- | ------------------ | -------- | --------- | -------- | ------------------------ |
| 018 | Nguyễn Lê Nhật Nhi | 2003     | 1,70 m    | Huế      | Bị loại ở tập 3          |
| 047 | Nguyễn Thị Hồng Mỹ | 2003     | 1,73 m    | Đồng Nai | Bị loại ở tập 2          |
| 003 | Võ Thị Ngọc Châu   | 1999     | 1,70 m    | Long An  | Rút lui vì lý do cá nhân |
| 028 | Lê Thị Kiều Nhung  | 1998     | 1,82 m    | Trà Vinh | Rút lui vì lý do cá nhân |

## Phiên bản truyền hình thực tế

### Tập 1 - Image Round: Top thí sinh xuất sắc nhất bước vào thử thách đầu tiên - Top 33
Ngày phát sóng: 22 tháng 08 năm 2024
- Thương hiệu: Leica
- Nội dung:
  - Thử thách 1: Chụp một bộ ảnh chân dung và toàn thân với chủ đề " WHO I AM? (TÔI LÀ AI?)".
  - Thử thách 2: Thuyết trình về hình tượng bản thân mang đến cuộc thi.
- Top 3 thí sinh xuất sắc nhất:  Nguyễn Quỳnh Anh, Nguyễn Cao Kỳ Duyên & Đoàn Tường Linh
- Thí sinh chiến thắng thử thách: Nguyễn Quỳnh Anh
- Thí sinh vào top nguy hiểm: Nguyễn Thị Hồng Mỹ, Nguyễn Thanh Hảo & Trương Gia Hân
- Thí sinh bị loại: Không có
- Khách mời: Hà Đỗ (Giám đốc sáng tạo)

### Tập 2 - Independence Round: Sân khấu tỏa sáng của vẻ đẹp độc lập - Top 33
Ngày phát sóng: 28 tháng 08 năm 2024
- Thương hiệu: Fahasa
- Nội dung:
  - Thử thách 1: Trong căn phòng Beautiful Power, các thí sinh tự do chọn ra 1 vật liệu và 2 món phụ kiện và thiết kế 1 bộ trang phục trình diễn trong 2 tiếng đồng hồ bằng các nguyên liệu đó.
  - Thử thách 2: Trình diễn trang phục tự thiết kế trên sân khấu và thuyết trình với cùng câu hỏi "Việc đọc sách đã giúp các bạn thay đổi cuộc đời mình như thế nào?" trong vòng 1 phút 30 giây.
- Top 3 thí sinh xuất sắc nhất: Nguyễn Quỳnh Anh, Quách Tapiau Maily & Đoàn Thị Thu Hà
- Thí sinh chiến thắng thử thách: Đoàn Thị Thu Hà
- Thí sinh vào top nguy hiểm: Nguyễn Cao Kỳ Duyên, Nguyễn Thanh Hảo & Nguyễn Thị Hồng Mỹ
- Thí sinh bị loại: Nguyễn Thị Hồng Mỹ
- Khách mời: Chung Thanh Phong (Nhà thiết kế), Kye Nguyễn (Giám đốc thời trang), Pông Chuẩn (Giám đốc thời trang), Phạm Thị Hóa (Phó tổng giám đốc công ty Fahasa)

### Tập 3 - Intelligence Round: Sân khấu tôn vinh vẻ đẹp của trí thông minh cảm xúc - Top 32
Ngày phát sóng: 01 tháng 09 năm 2024
- Thương hiệu: Aqua Clinic
- Nội dung:
  - Thử thách 1: Lựa chọn hoặc chuẩn bị một món quà do chính mình làm ra để trao cho một ai đó từ những gói quà nhà tài trợ Aqua Clinic đã chuẩn bị.
  - Thử thách 2: Thuyết trình về sản phẩm của mình trong vòng 2 phút trên sân khấu.
- Top 3 thí sinh xuất sắc nhất: Quách Tapiau Maily, Đinh Thị Triều Tiên & Vũ Thúy Quỳnh
- Thí sinh chiến thắng thử thách: Đinh Thị Triều Tiên
- Thí sinh vào top nguy hiểm: Nguyễn Thanh Hảo, Võ Ngọc Châu & Nguyễn Lê Nhật Nhi
- Thí sinh bị loại: Nguyễn Lê Nhật Nhi
- Khách mời: Anntonia Porsild (Á hậu 1 Hoa hậu Hoàn vũ 2023), Quang Bích Hoài (CEO Aqua Clinic)

### Tập 4 - Inspiration Round: Vẻ đẹp truyền cảm hứng qua hành trang sứ mệnh cộng đồng - Top 31
Ngày phát sóng: 05 tháng 09 năm 2024
- Thương hiệu: VietinBank
- Nội dung:
  - Thử thách 1:
  - Thử thách 2:
- Top 2 cặp thí sinh xuất sắc nhất: Vũ Thúy Quỳnh - Đỗ Thu Hà & Đinh Thị Triều Tiên - Nguyễn Cao Kỳ Duyên
- Thí sinh chiến thắng thử thách: Vũ Thúy Quỳnh - Đỗ Thu Hà
- Thí sinh vào top nguy hiểm: không có
- Thí sinh bị loại: không có
- Khách mời: Anntonia Porsild (Á hậu 1 Hoa hậu Hoàn vũ 2023), Hà Đỗ (Giám đốc sáng tạo), Trương Minh Tiến (Giám đốc chi nhánh ngân hàng Vietinbank), Nguyễn Mạnh Toàn (CEO, Nhà sáng lập Eventista)

### Tập 5 - Influencing Round: Đêm trình diễn bikini và dạ hội - Top 31
Ngày phát sóng: 08 tháng 09 năm 2024
- Thương hiệu: beplain
- Nội dung:
  - Thử thách 1: Trình diễn trang phục áo tắm
  - Thử thách 2: Trình diễn trang phục dạ hội
- Top 5 thí sinh xuất sắc nhất: Nguyễn Thị Trà My, Nguyễn Cao Kỳ Duyên, Nguyễn Quỳnh Anh, Quách Tapiau Maily & Đoàn Tường Linh
- Thí sinh chiến thắng thử thách: Quách Tapiau Maily
- Thí sinh vào top nguy hiểm: không có
- Thí sinh bị loại: không có
- Khách mời: Dương Ngọc Trâm (Đại diện nhà tài trợ beplain)

## Bảng kết quả
| Thí sinh       | Tập 1     | Tập 2     | Tập 3     | Tập 4 | Tập 5 | Tập 6 | Bán Kết | Bán Kết | Bán Kết | Chung Kết | Chung Kết | Chung Kết | Chung Kết | Chung Kết | Chung Kết | Chung Kết | Chung Kết |
| Thí sinh       | Tập 1     | Tập 2     | Tập 3     | Tập 4 | Tập 5 | Tập 6 | Áo tắm  | Dạ hội  | Top 29  | Top 29    | Top 16    | Top 16    | Top 10    | Top 10    | Top 5     | Top 3     |           |
| Thí sinh       | Tập 1     | Tập 2     | Tập 3     | Tập 4 | Tập 5 | Tập 6 | Áo tắm  | Dạ hội  | Hạng    | Điểm      | Hạng      | Điểm      | Hạng      | Điểm      | Top 5     | Top 3     |           |
| -------------- | --------- | --------- | --------- | ----- | ----- | ----- | ------- | ------- | ------- | --------- | --------- | --------- | --------- | --------- | --------- | --------- | --------- |
| Kỳ Duyên       | Cao       | Nguy hiểm | AT        | Cao   | Cao   | Cao   | Cao     | Cao     | 1       | 86.0      | 2         | 88.8      | 3         | 84.6      | 1         | Hoa hậu   |           |
| Quỳnh Anh      | Thắng     | Cao       | AT        | AT    | Cao   | Cao   | AT      | Cao     | 4       | 81.4      | 1         | 89.6      | 2         | 90.0      | 2         | Á hậu 1   |           |
| Thúy Quỳnh     | AT        | AT        | Cao       | Thắng | AT    | Thắng | AT      | Cao     | 6       | 80.3      | 3         | 83.1      | 1         | 90.5      | 3         | Á hậu 2   |           |
| Bảo Nhi        | AT        | AT        | AT        | AT    | AT    | AT    | Cao     | Thắng   | 2       | 83.3      | 7         | 78.5      | 4         | 84.6      | Top 5     | Top 5     |           |
| Tapiau Maily   | AT        | Cao       | Cao       | AT    | Thắng | AT    | Thắng   | Cao     | 5       | 80.5      | 6         | 81.1      | 5         | 84.0      | Top 5     | Top 5     |           |
| Đỗ Thu Hà      | AT        | AT        | AT        | Thắng | AT    | AT    | AT      | AT      | 8       | 79.5      | 4         | 82.0      | 6         | 79.8      | Top 10    | Top 10    |           |
| Trà My         | AT        | AT        | AT        | AT    | Cao   | AT    | AT      | AT      | 10      | 77.1      | 9         | 74.1      | 7         | 78.3      | Top 10    | Top 10    |           |
| Phương Anh     | AT        | AT        | AT        | AT    | AT    | AT    | Cao     | AT      | 3       | 81.7      | 8         | 78.3      | 8         | 77.5      | Top 10    | Top 10    |           |
| Tường Linh     | Cao       | AT        | AT        | AT    | Cao   | AT    | AT      | AT      | 7       | 80.0      | 10        | 74.1      | 9         | 77.5      | Top 10    | Top 10    |           |
| Triều Tiên     | AT        | AT        | Thắng     | Cao   | AT    | AT    | AT      | AT      | 9       | 77.2      | 5         | 81.6      | 10        | 77.1      | Top 10    | Top 10    |           |
| Kim Huyền      | AT        | AT        | AT        | AT    | AT    | AT    | AT      | AT      | 15      | 72.3      | 11        | 73.3      | Top 16    | Top 16    | Top 16    | Top 16    |           |
| Đoàn Thu Hà    | AT        | Thắng     | AT        | AT    | AT    | AT    | Cao     | AT      | 11      | 75.4      | 12        | 71.8      | Top 16    | Top 16    | Top 16    | Top 16    |           |
| Hoa Đan        | AT        | AT        | AT        | AT    | AT    | AT    | AT      | AT      | 13      | 72.7      | 13        | 68.3      | Top 16    | Top 16    | Top 16    | Top 16    |           |
| Diễm My        | AT        | AT        | AT        | AT    | AT    | AT    | AT      | AT      | 16      | 71.6      | 14        | 66.6      | Top 16    | Top 16    | Top 16    | Top 16    |           |
| Đan Chi        | AT        | AT        | AT        | AT    | AT    | AT    | AT      | AT      | 14      | 72.4      | 15        | 65.5      | Top 16    | Top 16    | Top 16    | Top 16    |           |
| Thu Thảo       | AT        | AT        | AT        | AT    | AT    | AT    | AT      | AT      | 12      | 73.5      | 16        | 65.0      | Top 16    | Top 16    | Top 16    | Top 16    |           |
| Kiều Trang     | AT        | AT        | AT        | AT    | AT    | AT    | AT      | AT      | 17      | 71.2      | Top 29    | Top 29    | Top 29    | Top 29    | Top 29    | Top 29    |           |
| Ngọc Duyên     | AT        | AT        | AT        | AT    | AT    | AT    | AT      | AT      | 18      | 71.0      | Top 29    | Top 29    | Top 29    | Top 29    | Top 29    | Top 29    |           |
| Nguyễn Thị Nga | AT        | AT        | AT        | AT    | AT    | AT    | AT      | AT      | 19      | 70.8      | Top 29    | Top 29    | Top 29    | Top 29    | Top 29    | Top 29    |           |
| Hồng Vân       | AT        | AT        | AT        | AT    | AT    | AT    | AT      | AT      | 20      | 70.8      | Top 29    | Top 29    | Top 29    | Top 29    | Top 29    | Top 29    |           |
| Gia Hân        | Nguy hiểm | AT        | AT        | AT    | AT    | AT    | AT      | AT      | 21      | 69.8      | Top 29    | Top 29    | Top 29    | Top 29    | Top 29    | Top 29    |           |
| Quế Đan        | AT        | AT        | AT        | AT    | AT    | AT    | AT      | AT      | 22      | 69.8      | Top 29    | Top 29    | Top 29    | Top 29    | Top 29    | Top 29    |           |
| Ngọc Hân       | AT        | AT        | AT        | AT    | AT    | AT    | AT      | AT      | 23      | 69.7      | Top 29    | Top 29    | Top 29    | Top 29    | Top 29    | Top 29    |           |
| Thu Huỳnh      | AT        | AT        | AT        | AT    | AT    | AT    | AT      | AT      | 24      | 69.6      | Top 29    | Top 29    | Top 29    | Top 29    | Top 29    | Top 29    |           |
| Hạnh Nguyên    | AT        | AT        | AT        | AT    | AT    | AT    | AT      | AT      | 25      | 69.0      | Top 29    | Top 29    | Top 29    | Top 29    | Top 29    | Top 29    |           |
| Thiên Trang    | AT        | AT        | AT        | AT    | AT    | AT    | AT      | AT      | 26      | 68.5      | Top 29    | Top 29    | Top 29    | Top 29    | Top 29    | Top 29    |           |
| Lê Thị Thúy    | AT        | AT        | AT        | AT    | AT    | AT    | AT      | AT      | 27      | 68.0      | Top 29    | Top 29    | Top 29    | Top 29    | Top 29    | Top 29    |           |
| Yến Linh       | AT        | AT        | AT        | AT    | AT    | AT    | AT      | AT      | 28      | 65.9      | Top 29    | Top 29    | Top 29    | Top 29    | Top 29    | Top 29    |           |
| Thanh Hảo      | Nguy hiểm | Nguy hiểm | Nguy hiểm | AT    | AT    | AT    | AT      | AT      | 29      | 62.6      | Top 29    | Top 29    | Top 29    | Top 29    | Top 29    | Top 29    |           |
| Ngọc Châu      | AT        | AT        | Rút lui   |       |       |       |         |         |         |           |           |           |           |           |           |           |           |
| Nhật Nhi       | AT        | AT        | Loại      |       |       |       |         |         |         |           |           |           |           |           |           |           |           |
| Hồng Mỹ        | Nguy hiểm | Loại      |           |       |       |       |         |         |         |           |           |           |           |           |           |           |           |
| Kiều Nhung     | AT        | Rút lui   |           |       |       |       |         |         |         |           |           |           |           |           |           |           |           |

Chú thích:

## Thông tin thí sinh
- Nguyễn Cao Kỳ Duyên: Đăng quang Hoa hậu Việt Nam 2014 cùng giải phụ Người đẹp Biển, Được mời làm đại diện Việt Nam tại Hoa hậu Trái Đất 2016 nhưng không tham gia vì lý do cá nhân, Huấn luyện viên The Look Vietnam 2017, Huấn luyện viên Siêu mẫu Việt Nam 2018, Top 4 Cuộc đua kỳ thú 2019 cùng siêu mẫu Minh Triệu, Huấn luyện viên Hoa hậu Thể thao Việt Nam 2022, Huấn luyện viên The Face Vietnam 2023, Top 30 Hoa hậu Hoàn vũ 2024 cùng giải phụ (Top 3 Trang phục dân tộc đẹp nhất, Top 20 Best Make-Up).
- Nguyễn Quỳnh Anh: Á quân The Face Vietnam 2018, Quán quân Supermodel Me 2021.
- Vũ Thúy Quỳnh: Top 12 Siêu mẫu Việt Nam 2018 cùng giải phụ Siêu mẫu phong cách, Top 10 Hoa hậu Hoàn vũ Việt Nam 2022 cùng giải phụ (Người đẹp Ảnh, Top 5 Người đẹp Biển, Top 20 Best Face, Top 22 Best Catwalk, Top 12 Miss Tiktok), Á quân 3 The New Mentor 2023 - team Hương Giang, Top 5 Hoa hậu Hoàn vũ Việt Nam 2023 cùng giải phụ (Người đẹp Truyền thông, Miss Purite, Best Face, Top 10 Người đẹp Thời trang, Top 6 Người đẹp Biển, Top 12 Người đẹp Bản lĩnh, Top 10 Best Interview, Top 10 Best Body, Top 10 Best Smile, Top 15 Best Catwalk), Huấn luyện viên Miss International Queen Vietnam 2025.
- Quách Tapiau Maily (MLee): Top 5 Cuộc đua kỳ thú 2019 cùng diễn viên Quốc Anh, Top 7 Chị đẹp đạp gió rẽ sóng 2023 (Thành đoàn).
- Phí Phương Anh: Quán quân The Face Vietnam 2016 - team Hồ Ngọc Hà.
- Nguyễn Thị Trà My: Á quân Vietnam's Next Top Model 2011, Á quân 3 Top Model Worldwide 2012, Top 9 The New Mentor - Người mẫu Toàn năng 2023 - team Hương Giang.
- Đinh Thị Triều Tiên: Á khôi 1 Nét đẹp Sinh viên Văn Hiến lần IV 2016, Giải nhì Duyên dáng Vịnh Xuân Dài 2017 cùng giải phụ "Áo dài truyền thống đẹp nhất", Á khôi 2 Hoa khôi Sinh viên Việt Nam 2017, Top 44 Hoa hậu Việt Nam 2018, Top 20 Hoa hậu Hoàn vũ Việt Nam 2025 cùng giải phụ (Top 6 Người đẹp Thời trang, Top 20 Người đẹp Bản lĩnh, Top 10 Cosmo Best Face).
- Đỗ Thu Hà (Hà Kino): Top 9 Vietnam's Next Top Model 2012, tham gia Chị đẹp đạp gió rẽ sóng 2023.
- Đoàn Tường Linh: Top 40 Hoa hậu Việt Nam 2020, Top 55 Hoa hậu Hòa bình Việt Nam 2022 nhưng rút lui trước đêm chung khảo vì lý do cá nhân.
- Lương Thị Hoa Đan: Giải nhì Nữ sinh Duyên dáng - Tài năng Hải Dương 2018, tham gia Hoa hậu Việt Nam 2020 và dừng chân sau vòng sơ khảo, Á hậu 1 Hoa hậu Các dân tộc Việt Nam 2022.
- Đoàn Thị Thu Hà: Én Vàng 2021, Giải ba Hãy là số 1 2024.
- Lê Thị Kim Huyền: Top 20 Hoa hậu Hòa bình Việt Nam 2022 cùng giải phụ Trình diễn Trang phục dân tộc ấn tượng.
- Nguyễn Diễm My: Top 18 Miss Universe Vietnam 2023.
- Phạm Thị Đan Chi: Top 10 KOC Vietnam 2023, Á hậu 1 Hoa hậu Văn hóa Hữu nghị Quốc tế 2025 cùng giải phụ Người đẹp Thời trang.
- Nguyễn Thị Thu Thảo: Top 45 Hoa hậu Hoàn vũ Việt Nam 2025 nhưng rút lui trước đêm bán kết vì lý do cá nhân.
- Bùi Hạnh Nguyên: Top 59 Hoa hậu Hoàn vũ Việt Nam 2023, Top 36 Hoa hậu Trái Đất Việt Nam 2023 - team Hà Thu, Top 45 Hoa hậu Hoàn vũ Việt Nam 2025 cùng giải phụ Top 10 Cosmo Best Body.
- Triệu Thiên Trang: Top 40 Hoa hậu Hoàn vũ Việt Nam 2023.
- Trương Gia Hân: Top 10 Miss Peace Vietnam 2022.
- Lê Kim Quế Đan: Top 45 Hoa hậu Hoàn vũ Việt Nam 2025 cùng giải phụ Top 20 Người đẹp Bản lĩnh.
- Võ Thị Ngọc Châu: Đại diện Việt Nam dự thi Miss Crystal Angel International 2019 cùng giải phụ Best in Top Model, Top 15 Hoa hậu Du lịch Việt Nam Toàn cầu 2021, Top 60 Hoa hậu Các dân tộc Việt Nam 2022, Á hậu 4 Miss Peace Vietnam 2022, Top 30 Hoa hậu Trái Đất Việt Nam 2023.
- Lê Thị Kiều Nhung: Top 45 Hoa hậu Hoàn vũ Việt Nam 2017, Á hậu 1 Hoa hậu Đại sứ Hoàn vũ người Việt 2018, Top 41 Hoa hậu Hoàn vũ Việt Nam 2022, Đăng quang Hoa khôi Nam Bộ 2022.
- Ngô Thị Kiều Trang: Top 12 Thanh niên Cà Mau Tài năng - Thanh lịch 2021, Top 15 Người đẹp Tây Đô 2023 cùng giải phụ (Top 5 Người đẹp Nhân ái, Top 5 Người đẹp Du lịch).
- Nguyễn Yến Linh: Top 45 Hoa hậu Hoàn vũ Việt Nam 2025 cùng giải phụ (Top 5 Cosmo Social Ambassador, Top 20 Người đẹp Bản lĩnh, Top 10 Cosmo Best Face).
- Nguyễn Thị Hồng Mỹ: Top 59 Hoa hậu Hoàn vũ Việt Nam 2023.

## Dự thi quốc tế
| Cuộc thi                                   | Đại diện            | Danh hiệu        | Thứ hạng       | Giải thưởng đặc biệt                            |
| ------------------------------------------ | ------------------- | ---------------- | -------------- | ----------------------------------------------- |
| Top Model Worldwide 2012                   | Nguyễn Thị Trà My   | Top 10           | 3rd Runner-up  | Không                                           |
| Miss Crystal Angel International 2019      | Võ Thị Ngọc Châu    | Top 33 (Rút lui) | Không đạt giải | Best in Top Model                               |
| Supermodel Me 2021                         | Nguyễn Quỳnh Anh    | Á hậu 1          | Supermodel Me  | Không                                           |
| Miss Universe 2024                         | Nguyễn Cao Kỳ Duyên | Hoa hậu          | Top 30         | Top 20 Best Make-Up Top 3 Best National Costume |
| Miss Culture Friendship International 2025 | Phạm Thị Đan Chi    | Top 16           | 1st Runner-up  | Miss Fashion                                    |